# 哈傑曼 (愛達荷州)
哈傑曼（英語：Hagerman）是一個位於美國愛達荷州古丁縣的城市。

## 地理
哈傑曼的座標為42°49′01″N 114°53′51″W / 42.81694°N 114.89750°W，而該地的平均海拔高度為900米（即2953英尺）。

## 人口
根據2010年美國人口普查的數據，哈傑曼的面積為1.58平方千米，當中陸地面積為1.52平方千米，而水域面積為0.06平方千米。當地共有人口872人，而人口密度為每平方千米551.9人。